# Rubén Blades
Rubén Blades, celým jménem Rubén Blades Bellido de Luna (* 16. července 1948) je panamský zpěvák, herec, politik, aktivista a hudební skladatel.

## Život
Narodil se v Ciudad de Panamá jako syn kubánské herečky a kolumbijského hudebníka. Svou kariéru zahájil v šedesátých letech jako zpěvák v kapele Los Salvajes del Ritmo. Později se zapsal na panamskou universitu, kde studoval právo. Následně se přestěhoval do Miami a zanedlouho se usadil v New Yorku. Zde vystupoval s různými hudebníky a později začal nahrávat vlastní alba pro společnost Fania Records. V osmdesátých let se začal objevovat také v různých filmech a rovněž získal magisterský titul na právnické škole při Harvardově univerzitě. Roku 1994 neúspěšně kandidoval na panamského prezidenta. V letech 2004 až 2009 byl ministrem turismu Panamy. Během své kariéry spolupracoval s mnoha hudebníky, mezi které patří například Elvis Costello, Derek Trucks, Willie Colón nebo Lou Reed. Je držitelem několika cen Grammy.

## Filmografie
- The Last Fight (1983)
- Routes of Rhythm (1984)
- Crossover Dreams (1985)
- Osudná droga (1987)
- Critical Condition (1987)
- Válka o fazolové pole (1988)
- Homeboy (1988)
- Špatně zorganizovaná loupež (1989)
- Dead Man Out (1989)
- Predátor II (1990)
- Mý lepší blues (1990)
- Heart of the Deal (1990)
- The Lemon Sisters (1990)
- Dva Jakeové (1990)
- Válka jednoho muže (1991)
- Super (1991)
- The Josephine Baker Story (1991)
- Hlas srdce (1991)
- Život s Mikeym (1993)
- Zemětřesení na dálnici 880 (1993)
- Milión k jedné (1994)
- Barva noci (1994)
- Somos un solo pueblo (1995)
- Scorpion Spring (1996)
- Tichý nepřítel (1997)
- Čínský hlavolam (1997)
- Cradle Will Rock (1999)
- Krása divokých koní (2000)
- Vražedné tango (2002)
- Zázrak v San Ramos (2003)
- Tenkrát v Mexiku (2003)
- Spin (2003)
- Prokletá Argentina (2003)
- Secuestro express (2005)
- Spoken Word (2009)
- Nepřítel pod ochranou (2012)
- For Greater Glory: The True Story of Cristiada (2012)
- Konzultant (2013)
- Hands of Stone (2015)